# 野田酱油 (满洲国)
满洲野田酱油株式会社，原名野田酱油股份有限公司，是设立于满洲国奉天市铁西区的满洲国法人。

## 背景

### 海外的日本酱油
日本酱油产业向海外的拓展始于江户时代前期的十七世纪后半。荷兰商人在长崎出岛接触到日本酱油这种调味料之后，将其介绍到了欧洲。在十八到十九世纪的欧洲，贵族和富裕阶层一定程度上会使用酱油。日本酱油也通过长崎的贸易传播到了中国和东南亚的华人社区，不过由于价格较高，尽管较中式酱油美味，其贸易量不大。幕末时期日本年间出口酱油约1200石（约21.6万公升）。:68
明治时期，野田酱油的第七代茂木左平治开始致力于在海外的日本人社区推广。1907年（明治40年），野田柏家的茂木新三郎在美国科罗拉多州丹佛设立了酱油工厂，此后也指导了加拿大多伦多的酱油工厂的运营，但商业上未获得成功。初代茂木启三郎在朝鲜仁川设立了日本酱油株式会社（资本金二十万日元，后成为日本野田酱油的一部分），1907年开始生产龟甲龙品牌酱油。:68,69
进入昭和时代后，野田酱油在满洲、华北、东南亚等地都设立了酱油工厂，满洲野田酱油奉天工厂一度是野田酱油在海外最大的工厂。:69

### 满洲地区的酱油
满洲地区本地原有类似日式酱油的清酱（青酱）和大酱，后来引进了江浙一带的酱油制造工艺。对江浙酱油工艺的引进始于1901年（光绪26年），奉天习艺所从绍兴招聘匠人，以囚犯为劳力酿造酱油，次年产品面世，但销量不大，只有一些富人使用、作为礼品馈赠等。1909年（光绪34年），有王姓浙江人在奉天城大东门外设立大同酱业公司，生产江浙式酱油。江浙式酱油较清酱美味但也售价昂贵，故而其只能逐渐普及。1920年起满洲地区大致每年新设一、二家酱油酿造企业。

## 概况

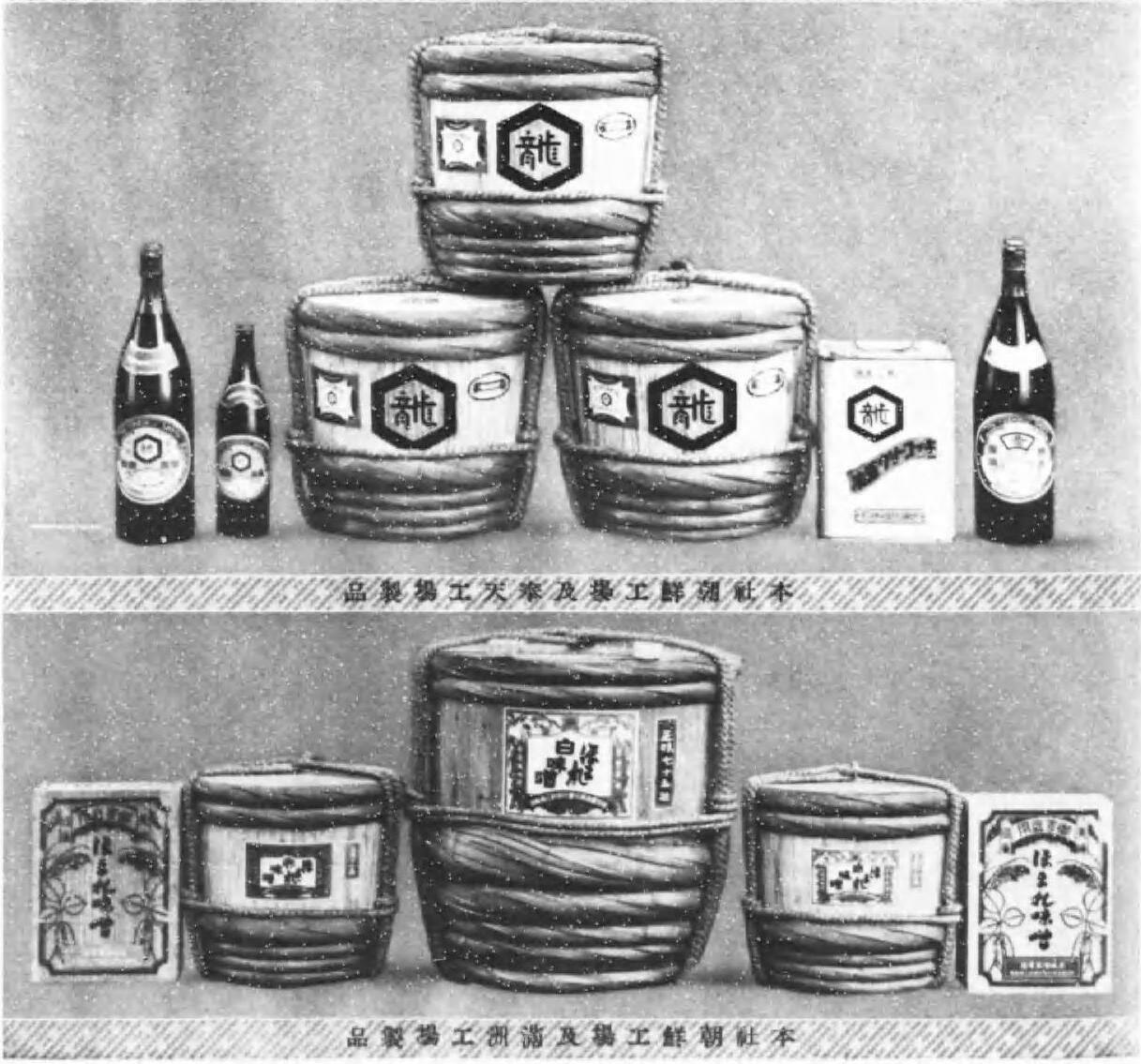
日本野田酱油朝鲜工厂和满洲野田酱油生产龟甲龙品牌酱油和“ほまれ味噌”

野田酱油在朝鲜和满洲地区的销售最初依赖于嘉纳合名会社等，:366日本的野田酱油株式会社在满洲地区的存在始于1926年，野田酱油收购了一家日本味噌公司（ほまれ味噌株式会社）后，在奉天满铁附属地设立了奉天出张所（宇治町六番地），当时归朝鲜出张所管辖:366，从事野田酱油系产品的销售以及味噌的生产。1936年8月13日，野田酱油在满洲国设立全资子公司野田酱油股份有限公司（1938年3月11日:146改名为满洲野田酱油株式会社）:12，资本金100万元，设立时拂入资本金50万元，社长为茂木七左卫门:605；它是最早在满洲设立酿造工厂的日资酱油制造公司。:33满洲野田酱油总部位于奉天市铁西区嘉工街二段9号（最初时地址为西区南一路18号:289），占地6000坪（約19834.71平方），建筑面积1862.4坪（約6156.69平方）:676。1936年12月31日，满洲野田酱油接管了野田酱油奉天出张所的所有业务。:221937年4月奉天工场开始制造味噌（与野田酱油仁川工厂同样为味噌），1938年5月开始制造龟甲龙（キッコー龍）品牌酱油，1939年时日产16公升装酱油350桶。1940年时有职员12名，工人50名；:6761941年有日本人18名、满洲国人8名、中华民国人112名。1942年时拂入资本金为100万日元，:4321944年已增资到1,000万日元。:23
1942年，满洲野田酱油购入东满殖产的一部分股份，出资在牡丹江省宁安县海林村正阳屯东满殖产的牧场内建立味噌、酱油酿造工厂，作为东满殖产的酿造部门。工厂于1942年底竣工。:214,215
满洲野田酱油不仅在满洲国生产、销售酱油，也着力于在关东州和华北的发展。:265
满洲野田酱油在铁西的工厂内和满铁附属地（大和区）宇治町有员工宿舍。:22,23